# Стюарт Мартін
Стюарт Мартін (англ. Stuart Martin, нар. 8 січня 1986, Ер, Шотландія) — шотландський актор, відомий своїми ролями в комедійній драмі каналу Channel 4 «Вавилон» (2014) та історичних драмах «Медічі: Повелителі Флоренції» (2016), «Джеймстаун» (2017—2019), «Міс Скарлет і Герцог» (2020–дотепер).

## Життєпис
Народився 8 січня 1986 року, вивчав драматичне мистецтво в Королівській консерваторії Шотландії.
Зіграв другорядних персонажів у фільмах — «Лінія розлому» — «Джо» (2008), «Гінця» у «Робін Гуді» (2010), Томаса у «50 поцілунках» (2014), Френка у фільмі «Мій співучасник» (2014), Каллума у «Повільному заході» (2015) та Коліна у «Пісні для Дженні» (2015).
Професійну кар'єру розпочав у 2009 році, з'явившись у серіалі «Таггарт» в ролі Джеймі Реві.
Згодом актор знявся в «Рівер-Сіті», зігравши роль Лорна Маккея у двох епізодах серіалу. У тому ж році він зіграв роль пораненого солдата-повстанця у серіалі «Гетфілдс і Маккой».
У 2013 році Стюарт Мартін знявся у фільмі «Поле крові» в ролі Дена Бернса (два епізоди). У тому ж році актор з'явився в «Геббурні» в ролі Ліндсі.

## Особисте життя
Одружений з акторкою Лізою Макґрілліс. Пара познайомилася на різдвяній вечірці в барі Національного театру. У них двоє дітей.

## Фільмографія
Кіно
| Рік  | Назва              | Роль       | Примітки |
| ---- | ------------------ | ---------- | -------- |
| 2010 | Робін Гуд          | Гонець     |          |
| 2014 | 50 поцілунків      | Томас      |          |
| 2015 | Повільний захід    | Каллум     |          |
| 2015 | Пісня для Дженні   | Колін      |          |
| 2018 | Тільки ти          | Шейн       |          |
| 2019 | Наші дівчата       | Террі Муні |          |
| 2019 | Гімн               | Сев        | (голос)  |
| 2021 | Армія крадіїв      | Бред Кейдж |          |
| 2022 | Дампір             | Еміль      |          |
| 2023 | Бунтівний місяць   | Ден        |          |
| 2024 | Бунтівний місяць 2 | Ден        |          |

Телебачення
| Рік          | Назва                        | Роль                        | Примітки                      |
| ------------ | ---------------------------- | --------------------------- | ----------------------------- |
| 2009         | Таггарт                      | Джеймі Реві                 | Епізод: «Так довго, крихітко» |
| 2011–2012    | Рівер Сіті                   | Лорн Маккей                 | 2 епізоди                     |
| 2012         | Гетфідлс & Маккой            | поранений солдат            | 2 епізоди                     |
| 2013         | Полі крові                   | Ден Бернс                   | 2 епізоди                     |
| 2013         | Геббурн                      | Ліндсі                      | 4 епізоди                     |
| 2014         | Гра престолів                | Солдат Ланністера           | Епізод: «Два мечі»            |
| 2014         | Вавилон                      | Тоні                        | 7 епізодів                    |
| 2015         | Перетинаючи межі             | Люк Вілкінсон               | 12 епізодів                   |
| 2015         | Безмовний свідок             | поліцейський під прикриттям | сезон 12: епізоди 9-10        |
| 2016         | Медічі: Повелителі Флоренції | Лоренцо де Медічі           | 8 епізодів                    |
| 2017–2019    | Джеймстаун                   | Сілас Шерроу                | 24 епізоди                    |
| 2020         | Гарровін                     | Алан Форбс                  | 6 епізодів                    |
| 2020-нині    | Міс Скарлет і герцог         | інспектор Вільям Веллінгтон | Головна роль                  |
| 2021         | Злочин                       | Стюарт Леннокс              | 4 епізоди                     |
| В очікуванні | Загибель богів               | Ліф                         | Голос Епізод 1.1              |